# Noureddine Tadjine
Noureddine Tadjine arab. نور الدين•طاجي (ur. 10 maja 1963 w Konstantynie) – algierski lekkoatleta, płotkarz, mistrz Afryki, uczestnik igrzysk olimpijskich.
Zwyciężył w biegu na 110 metrów przez płotki na mistrzostwach Afryki w 1988 w Annabie. Odpadł w ćwierćfinale tej konkurencji na igrzyskach olimpijskich w 1988 w Seulu. Był na tych igrzyskach chorążym reprezentacji Algierii. Na halowych mistrzostwach świata w 1989 w Budapeszcie odpadł w eliminacjach biegu na 60 metrów.
Zdobył srebrny medal w biegu na 110 metrów przez płotki na mistrzostwach Afryki w 1989 w Lagos. Taki sam medal wywalczył w tej konkurencji na igrzyskach afrykańskich w 1991 w Kairze. Odpadł w eliminacjach na tym dystansie na mistrzostwach świata w 1993 w Stuttgarcie.
Był mistrzem Algierii w biegu na 110 metrów przez płotki w latach 1986–1991 i 1993–1995.

## Rekordy życiowe
- bieg na 110 metrów przez płotki – 13,87 s (14 czerwca 1990, Algier)[7]